# Верх-Падунский
Верх-Падунский — посёлок в Топкинском районе Кемеровской области. Административный центр Верх-Падунского сельского поселения.

## География
Центральная часть населённого пункта расположена на высоте 243 м над уровнем моря.

## История
В 1962 году указом Президиума Верховного Совета РСФСР посёлок фермы № 1 совхоза «Тыхтинский» переименован в Верх-Падунский.

## Население
| 2010 |
| ---- |
| 565  |